# Gonomyia sublustralis
Gonomyia sublustralis là một loài ruồi trong họ Limoniidae. Chúng phân bố ở vùng Tân nhiệt đới.